# Garraway Stream Bridge
 (septembre 2023).
Le Denham Suspension Bridge ou Garraway Stream Bridge est un pont piéton au Guyana reliant Mahdia à Bartica.
Ce pont suspendu a été construit au-dessus de la rivière Potaro dans une zone connue sous le nom Garraway Stream, un 
entrepreneur écossais du génie civil, John Aldi,, le 6 novembre 1933.
L'homonyme du pont fait référence à un gouverneur de la Guyane Britannique (1930–1935), Sir Edward Brandis Denham (1876–1938), qui inaugura le pont avec des ciseaux en or selon le Montreal Gazette. Le pont et le chemin étaient destinés à raccourcir le trajet des sites d'orpaillages du Potaro de cinq jours Les mineurs appelleront plus tard le pont, le pont de Cassandra.
En janvier 2020, le pont a été réhabilité et rouvert pour les véhicules pesant jusqu'à 10 tonnes.
Le pont a été déclaré monument régional.